# Buch am Buchrain
Buch am Buchrain, Buch a.Buchrain – miejscowość i gmina w Niemczech, w kraju związkowym Bawaria, w rejencji Górna Bawaria, w regionie Monachium, w powiecie Erding, wchodzi w skład wspólnoty administracyjnej Pastetten. Leży około 12 km na południowy wschód od Erdinga.

## Demografia
| Rok  | Liczba mieszk. |
| ---- | -------------- |
| 1970 | 812            |
| 1987 | 1 084          |
| 2000 | 1 237          |
| 2007 | 1 419          |

Dane o ludności z 31 grudnia 2008:
| Opis                                | Ogółem | Ogółem | Kobiety | Kobiety | Mężczyźni | Mężczyźni |
| ----------------------------------- | ------ | ------ | ------- | ------- | --------- | --------- |
| Jednostka                           | osób   | %      | osób    | %       | osób      | %         |
| Populacja                           | 1413   | 100    | 691     | 48,9    | 722       | 51,1      |
| Wiek przedprodukcyjny (0–17 lat)    | 281    | 19,89  | 139     | 9,84    | 142       | 10,05     |
| Wiek produkcyjny (18–65 lat)        | 918    | 64,97  | 439     | 31,07   | 479       | 33,9      |
| Wiek poprodukcyjny (powyżej 65 lat) | 214    | 15,15  | 113     | 8       | 101       | 7,15      |

## Polityka
Wójtem gminy jest Ferdinand Geisberger z CSU, rada gminy składa się z 12 osób.
|      | CSU | PB/SPD | WG | Razem |
| 2008 | 5   | 2      | 5  | 12    |
| 2002 | 5   | 2      | 5  | 12    |

## Oświata
W gminie znajduje się przedszkole (75 miejsc).